# Khūshīnān-e Soflá
Khūshīnān-e Soflá är en ort i Iran.   Den ligger i provinsen Kermanshah, i den västra delen av landet, 400 km väster om huvudstaden Teheran. Khūshīnān-e Soflá ligger 1 309 meter över havet och antalet invånare är 176.
Terrängen runt Khūshīnān-e Soflá är platt åt sydost, men åt nordväst är den kuperad.Runt Khūshīnān-e Soflá är det ganska tätbefolkat, med 185 invånare per kvadratkilometer. Närmaste större samhälle är Varmenjeh, 10,0 km nordost om Khūshīnān-e Soflá. Trakten runt Khūshīnān-e Soflá består till största delen av jordbruksmark.